# Мототуризм

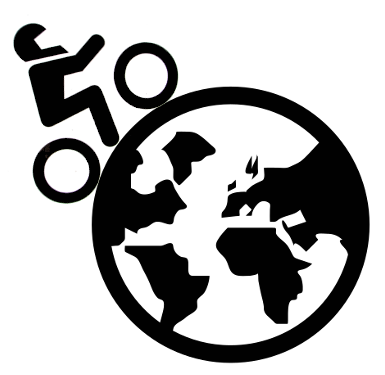
логотип мототуризма

Мототури́зм (англ. motorcycle touring, нем. motorrad-tourismus, фр. tourisme de moto) — один из видов туризма, в котором мотоцикл служит средством передвижения. Понятие «мотоциклетный туризм» — многозначно и относят как к одному из видов активного отдыха, так и к разновидности спортивного туризма.

## Мототуризм как активный отдых

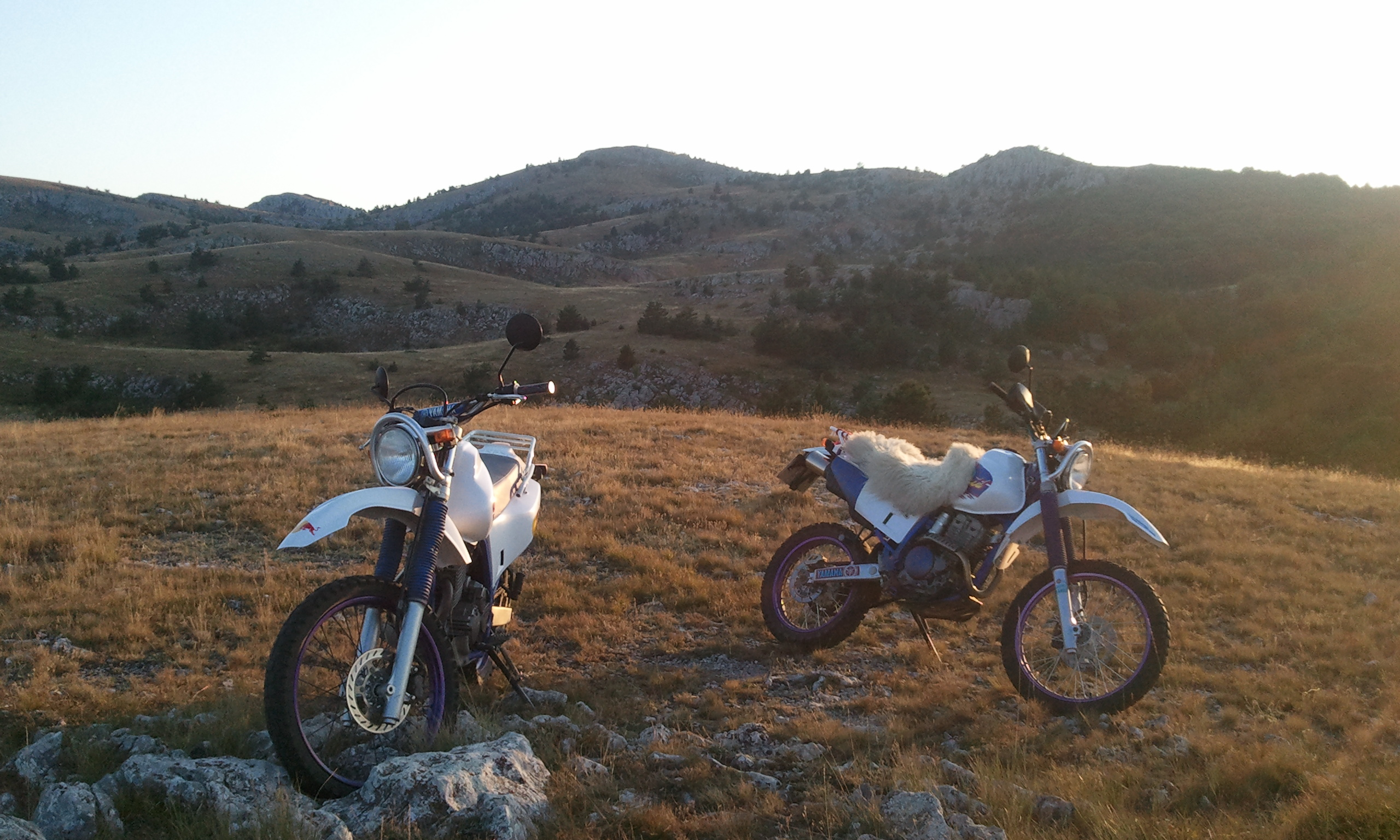
Остановка

Мототуризм как активный отдых заключается в прохождении на мотоцикле маршрутов, содержащих общетуристические объекты экскурсионного характера. Сложность таких походов может колебаться от простой до крайне высокой, маршруты прокладывают так, чтобы использовать преимущества, которые даёт мотоцикл для быстрого передвижения по маршруту. Главные отличия таких мотопоходов от спортивного мототуризма, ориентированного на получение спортивных разрядов и званий — отказ от преднамеренного усложнения маршрута, деления походов на категории сложности и совмещение спортивной составляющей похода с осмотром культурных и природных достопримечательностей.

## История
В конце 1950-х годов советская промышленность начала массовый выпуск мотоциклов. Мотоцикл стал не просто зачастую единственным транспортом, но и любимцем семьи. А так, как чувство познания и романтизма — часть человека, на мотоцикле стали путешествовать. Советское государство в этом увидело пользу для себя, ведь оно тратило большие средства на «оборонку» и подготовку личного состава: ГТО, ДОСААФ… В мототуризме же вырабатывают силу и выносливость, знание техники, владение топографией и ориентированием на местности. В 1949 году была проведена классификация спортивного туризма, введены спортивные разряды, звание Мастер спорта СССР по туризму, в 1962 году спортивный туризм был передан советам профсоюзов (ВЦСПС), а в 1972 году была создана туристская контрольно-спасательная служба (КСС). Пик спортивного мототуризма в СССР пришёл на 1986 год. За один год было совершено 72 спортивных походов. В походах приняло участие 498 человек.
Также была проведена классификация мотопоходов по сложности. Сделали 6 категорий сложности, 1-я — самая лёгкая, 6-я — самая сложная.

## Категории сложности маршрутов

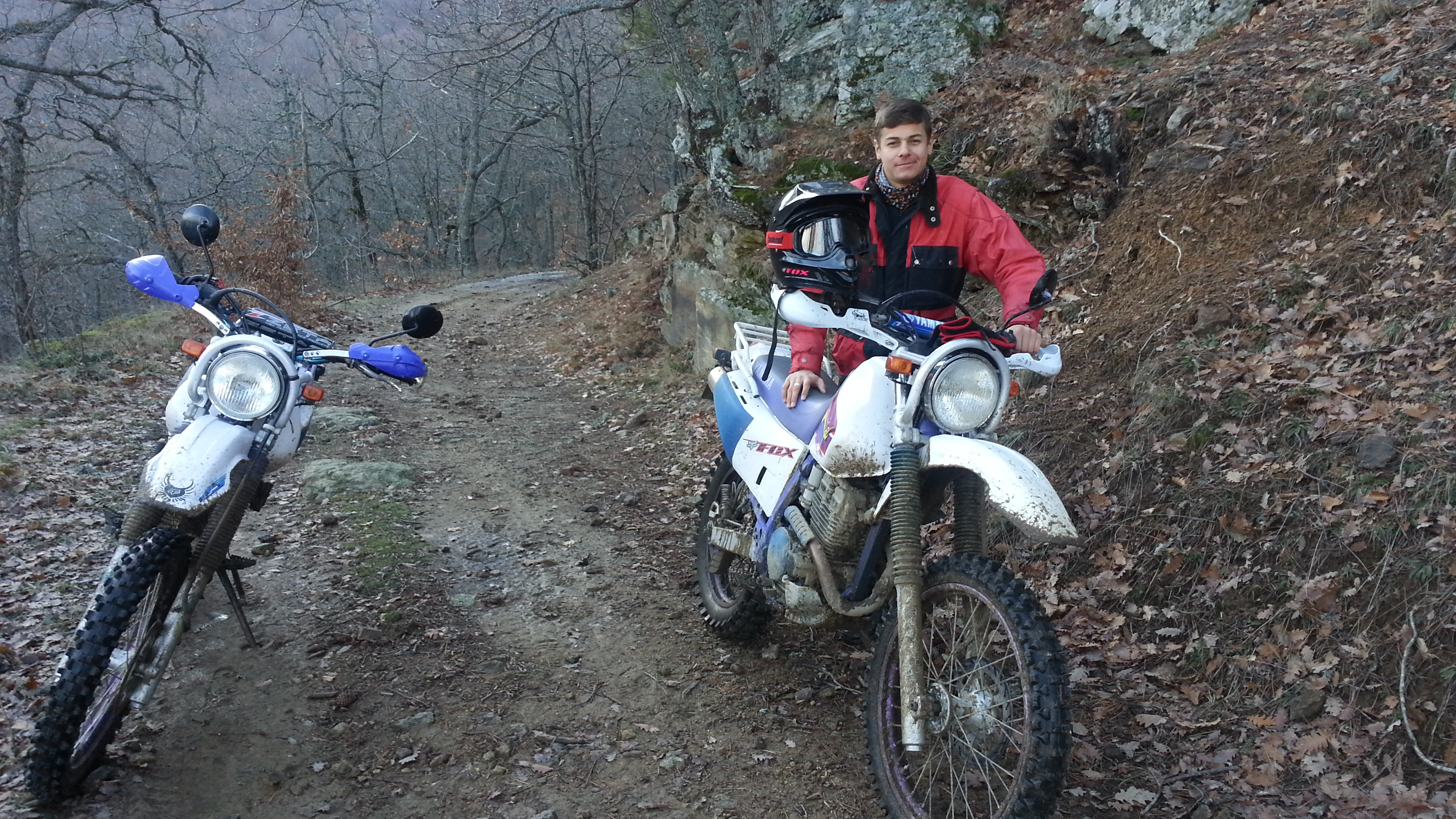
Остановка у источника

Сложность маршрута определяют его протяжённостью и наличием естественных препятствий: песчаных дюн, горных перевалов, траверсов, бродов.
| Категория сложности | Продолжительность в днях (не менее) | Протяжённость в км (не менее) | Количество транспортных средств |
| ------------------- | ----------------------------------- | ----------------------------- | ------------------------------- |
| Первая              | 6                                   | 800                           | 2                               |
| Вторая              | 8                                   | 1000                          | 2                               |
| Третья              | 10                                  | 1300                          | 3                               |
| Четвёртая           | 13                                  | 1700                          | 4                               |
| Пятая               | 16                                  | 2000                          | 4                               |
| Шестая              | 16                                  | 2000                          | 4                               |

## Травмы в мотопутешествиях

### Основные виды травм, полученных вследствие ДТП
- травмы головы;
- переломы позвоночника;
- разрывы внутренних органов;
- переломы рёбер;
- переломы и отрыв конечностей;
- «асфальтная болезнь».

## Компании, занимающиеся мототуризмом
На сегодняшний день существуют много компаний, занимающихся осуществлением мототуров во все уголки мира. Наиболее известные компании занимают почётное место в обществе мотолюбителей, благодаря качественной организации мототуров.
Компании осуществляют: стандартные или групповые туры, туры выходного дня, индивидуальные туры, туры, приуроченные к мото-событиям. Главным условием осуществления мототура является паспорт, который возвращают при возврате мотоцикла и подписывают договор для участия в мототуре. В стоимость тура, обычно, включают:
- проживание;
- питание по программе;
- трансферы из аэропорта и в аэропорт, при условии что вы прибываете одним из рейсов в день начала или отъезда. Для тех, кто приехал в тур на несколько дней раньше или уезжает позже, трансфер не предоставляется;
- в зависимости от выбранного тура в стоимость могут быть включены дополнительные услуги, мероприятия и развлечения;
- аренда мотоцикла базовой комплектации.

Также популярность набирают самостоятельные туры, когда путешественник только берёт мотоцикл в аренду и получает GPS-навигатор с заранее загруженным маршрутом. Организатор может предлагать заранее забронированное проживание, либо путешественник сам бронирует проживание на основании маршрута. Такой вид тура подходит для более опытных мотоциклистов, так как в данном варианте мотопутешественник передвигается без сопровождения и останавливается там, где пожелает сам. Это позволяет экономить, так как оплачивается только аренда мотоцикла, а жильё и всё остальное путешественник выбирает сам.